# Майкл Маєрс
Не плутати з актором Майком Маєрсом!
Майкл Маєрс (англ. Michael Myers) — головний лиходій серії фільмів жахів Хелловін. Майкл Маєрс, будучи дитиною, скоїв вбивство власної сестри в Геловін. Через 15 років маніяк-вбивця знову взявся за старе і бажає убити свою молодшу сестру Лорі. 
Ім'я Майкл Маєрс отримав в честь британського продюсера який допомагав Джону Карпентеру з прокатом фільму Напад на 13-й відділок в Європі. Прототипом створення маски стало обличчя актора Вільяма Шетнера.

## Актори
Геловін (1978)
- Вілл Сендін — Майкл в дитинстві;
- Нік Касл — дорослий Майкл;
- Тоні Моран — лице Майкла без маски;

Геловін 2 (1981)
- Дік Варлок;
- Тоні Моран — архівні кадри;
- Адам Ганн — Майкл в сні Лорі;

Геловін 4: Повернення Майкла Маєрса (1988)
- Джордж П. Вілбур;

Геловін 5: Помста Майкла Маєрса (1989)
- Дональд Шенкс;

Геловін 6: Прокляття Майкла Маєрса (1995)
- Джордж П. Вілбур;

Геловін: 20 років потому (1998)
- Кріс Дюранд;

Геловін: Воскресіння (2002)
- Бред Лорі;

Геловін 2007 (2007)
- Тайлер Мейн;
- Дег Ферч — Майкл в 10 років;

Геловін 2 (2009)
- Тайлер Мейн;

Геловін (2018)
- Джеймс Джуд Кортні;
- Нік Касл;

Геловін убиває (2021)
- Джеймс Джуд Кортні;